# ラルフ・ウェンゼル
ラルフ・ウェンゼル（Ralph Richard Wenzel 1943年3月13日 - 2012年6月18日）はカリフォルニア州サンマテオ出身の元アメリカンフットボール選手。NFLのピッツバーグ・スティーラーズ、サンディエゴ・チャージャーズで1966年から1973年まで7シーズンプレーした。
サンディエゴ州立大学から1966年のNFLドラフトでグリーンベイ・パッカーズに指名されたがその年ピッツバーグ・スティーラーズに入団し1970年まで5シーズン在籍した。その後サンディエゴ・チャージャーズでも1972年、1973年の2シーズンプレーした。
現役引退後、認知症にかかり彼の妻で医師であるエレーナ・パルフェットがNFLでプレーしたことが原因だとしてカリフォルニア州に労災認定するよう訴えを起こした。
現役時代はロイド・ボスと非常に親しかったが、彼とチームメートとしてプレーしたことも思い出せなかったという。
2012年6月18日、認知症の合併症のために死去。69歳没。